# Wumpscut:
Wumpscut, stylisé :wumpscut:, est un one-man band allemand d'électro-industriel. Formé en 1991, ce projet n'a que pour seul membre constant son créateur Rudy Ratzinger.

## Histoire
Rudy Ratzinger forme :wumpscut: en mai 1991. S'ensuivent deux démos cassette tirées à moins de 100 exemplaires chacune (50 exemplaires pour Defcon en octobre 1991 et 70 exemplaires de Small Chambermusicians en 1992) puis, il se retrouve, en 1993, sur une compilation (New Forms of Entertainment) en tant que :wumpscut:, qui deviendra dorénavant son nom de scène officiel (à noter que Small Chambermusicians est sorti sous le nom de Defcon).
Cherchant la bonne occasion, il sort, fin 1993, Music for a Slaughtering Tribe, sur VUZ Records (label qui avait sorti la compilation nommé précédemment), puis, il sort un EP en 1994 avant de monter, en 1995, son propre label, Beton Kopf Media, dont le but est de produire uniquement :wumpscut:. En 1996 sort la première compilation de :wumpscut: (The Mesner Tracks) contenant des morceaux remixés des albums précédent (pratique qui deviendra une façon de fonctionner à part entière chez cet artiste. Rudy Ratzinger monte alors un nouveau label, Mental Ulcer Forges, dont le but est de produire de jeunes talents de la scène electro, gothique et EBM. Ce label arrête son activité quelque temps après, et la reprend en 2006.
Devant le succès et la renommée grandissante du groupe, le label américain Metropolis Records obtient un arrangement afin de diffuser outre-Atlantique la discographie officielle complète de :wumpscut:, à la suite de ces nouvelles rééditions, Dried Blood et Gomorra se verront regroupés en un seul album : Dried Blood of Gomorrha (qui sera, par la suite, intégré à Embryodead, troisième album qui sort en 1997).
En 1999, sortira le quatrième album officiel, Boeses Junges Fleisch ainsi qu'une pléthore de digipack et autres articles collector pour accompagner la promo de cet album (puis, nouveau M-CD avec au programme remix, collaboration, morceaux rares, le tout dans des packages à collections limités… :wumpscut: crée de la rareté que les fans s'arrachent). Continuant sur sa lancée, Rudy Ratzinger sort une compilation d'anciens morceaux en 2000 avant de finir son cinquième album, Wreath of Barbs, sorti en 2001.
En 2016, le projet compte 17 albums. En 2017, Rudy Ratzinger annonce son retrait de la musique. Cependant, il revient en 2021 avec l'album Fledermavs 303, et continue à sortir des EP comme Giftkeks en 2023, et Schlossgheist en 2024.

## Membre
Rudy Ratzinger est né le 3 juin 1966 en Bavière, en Allemagne, sa terre natale lui a donné maintes fois l'occasion de se produire en tant que DJ dans une boîte goth (nommé Pipeline à Munich), univers propice pour cet amoureux de la musique qui le conduira à créer son propre projet artistique sous l'impulsion du groupe Leæther Strip qui deviendra sa première source d'inspiration. Bien que :wumpscut : soit extrêmement populaire sur la scène industrielle, Ratzinger ne s'est jamais produit en concert, estimant qu'il ne pourrait jamais être à la hauteur de son propre niveau. 

## Discographie partielle

### Albums studio
- 1993 : Music for a Slaughtering Tribe
- 1995 : Bunkertor 7
- 1997 : Embryodead
- 1999 : Boeses Junges Fleisch
- 2001 : Wreath Of Barbs
- 2004 : Bone Peeler
- 2005 : Evoke
- 2006 : Cannibal Anthem
- 2007 : Body Census
- 2008 : Schädling
- 2009 : Fuckit
- 2010 : Siamese
- 2011 : Schrekk & Grauss
- 2012 : Women And Satan First
- 2013 : Madman Szpital
- 2014 : Bulwark Bazooka
- 2015 : BlutSpukerTavern
- 2016 : Wüterich
- 2021 : Fledermavs 303

### EP
- 1994 : Gomorra
- 1994 : Dried Blood
- 2022 : For Those About to Starve
- 2023 : Giftkeks
- 2024 : Schlossgheist

### Compilations
- 1996 : The Mesner Tracks
- 1997 : Born Again
- 2000 : Blutkind
- 2003 : Preferential Tribe
- 2008 : Dwarf Craving
- 2017 : Innerfire